# Rochus Aust
Rochus Aust (* 29. Oktober 1968 in Recklinghausen) ist ein deutscher Trompeter und Komponist aus Köln.

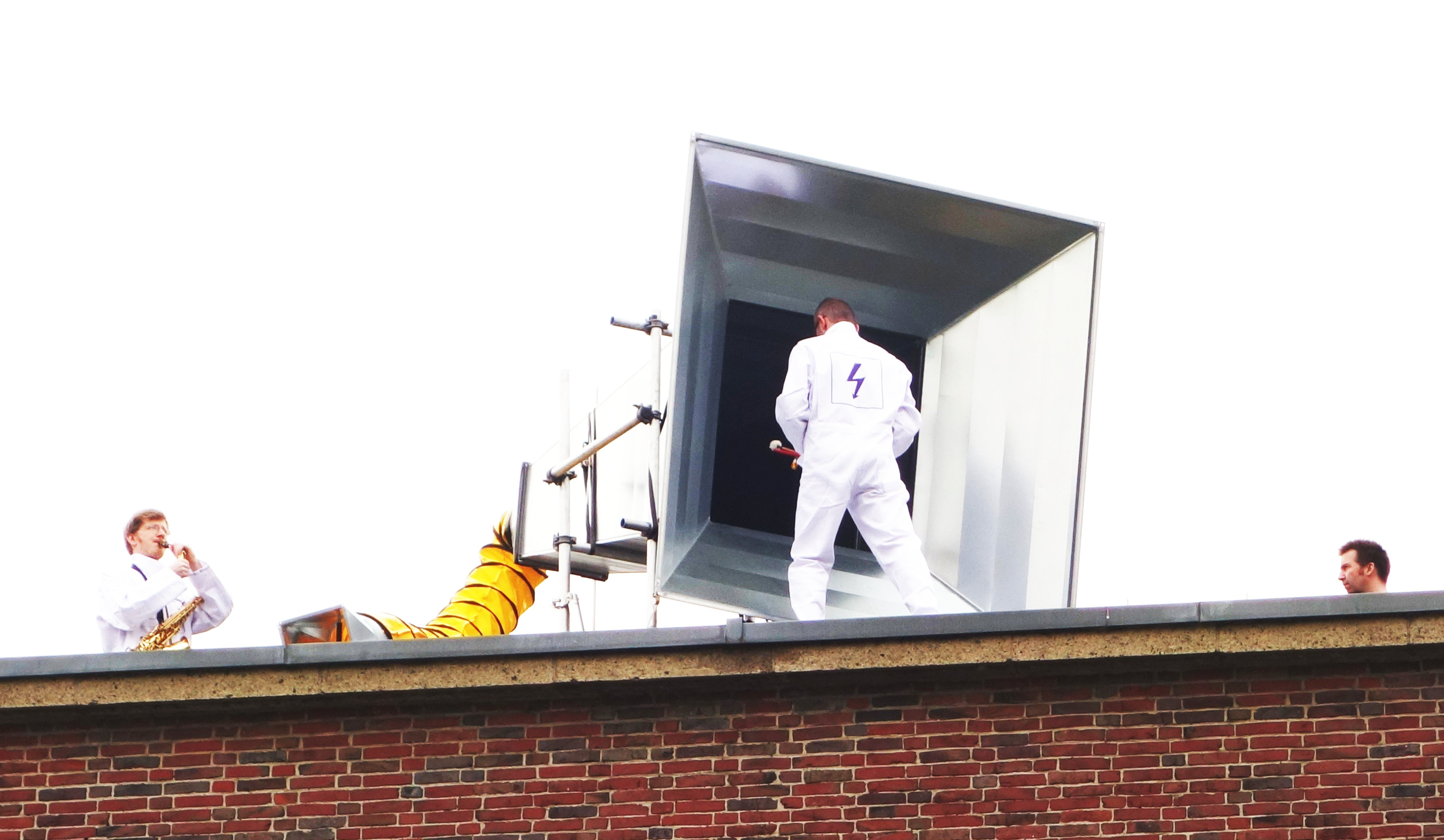
„Quadraphone“. Teil einer Installation von Rochus Aust für seine Komposition „Fanfara Futurista“ zur Eröffnung der Quadriennale Düsseldorf 2014

## Leben
Rochus Aust studierte in Trossingen, Köln und London u. a. Musikwissenschaft und ist als Komponist in der neuen ernsten Musik, dem Experiment-Jazz und -Pop, in der Film- und Fernsehmusik, sowie in Video- und Klanginstallationen zuhause.
Aust gründete 1995 das Bläsersextett brass of the moving image und ist seither dessen künstlerischer Leiter.
2009 schrieb er für den 32. Deutschen Evangelischen Kirchentag in Bremen das Werk Von Booten und Bäumen. Von Booten und Bäumen ist ein Stück für Sängerchöre und Solisten. Die Inszenierung bildete den Abschluss des Straßenfestes Abend der Begegnung.
Am 1. Oktober 2016 eröffnete Rochus Aust zusammen mit dem 1. Deutschen Stromorchester und einer Live Open Air Aufführung seiner 8. Sinfonie auf dem Marktplatz in Halle (Saale) die radio revolten – Internationales Radiokunst-Festival.

## Projekte
- Gründer und Künstlerischer Leiter von brass of the moving image[3]